# Одиннадцатый корпус Потомакской армии
Одиннадцатый корпус Потомакской армии — одно из боевых подразделений Армии Союза во время гражданской войны в США. Известен в основном своим участием в сражениях при Чанселорсвилле и Геттисберге. В корпусе служил большой процент немцев-эмигрантов, а также присутствовал польский полк, известный как «Польский легион».

## Формирование
Корпус был первоначально сформирован из двух частей: армии Джона Фремонта и дивизии немцев-эмигрантов Луиса Бленкера. Бленкера сперва собирались послать на Вирджинский полуостров, но затем передали его дивизию генералу Фримонта для сражений в долине Шенандоа. 26 июня 1862 года президент Линкольн приказал преобразовать армию Фремонта в Первый Армейский Корпус под командованием все того же Фремонта. В тот же день была сформирована Вирджинская армия генерала Джона Поупа и корпус вошёл в её состав как Первый корпус Вирджинской армии.
Однако, Фремонт отказался служить под началом Поупа и уволился из Вирджинской армии, поэтому 29 июня корпус передали генерал-майору Францу Зигелю. Он лично навербовал в корпус много немцев, которые в большинстве случаев плохо говорили по-английски, и использовали своего рода слоган «I fights mit Sigel». Линкольн выбрал Зигеля не столько за его способности, сколько за политическое влияние.
…немецкие эмигрантские полки никогда не отличались высокой боеспособностью ни в наступлении, ни в обороне. 11-й корпус, состоявший почти исключительно из германских наемников, считался наихудшим в Потомакской армии, что и было наглядно продемонстрировано в сражениях при Чанселорсвилле и Геттисберге.

## История

### Северная Вирджиния
Корпус принял участие в Северовирджинской кампании как Первый корпус Вирджинской армии, и перед вторым сражением при Булл-Ран имел следующий вид:
- Дивизия Роберта Шенка
  - бригада Джулиуса Стахела
  - бригада Натаниэля Маклина
  - две артбатареи

- Дивизия Адольфа фон Штайнвера
  - бригада Джона Колтеса
- Дивизия Карла Шурца
  - бригада Александра Шиммельфенига
  - бригада Владимира Кржижановски
  - кавполк и артбатарея
- бригада Роберта Милрой (5 полков + 1 артбатарея)

При Бул-Ране корпус потерял 295 человек убитыми, 1361 ранеными и 431 пропавшими без вести, итого 2 087 человек.
12 сентября 1862 года вышел Приказ № 129, согласно которому Вирджинская армия была расформирована, I-й корпус переименован в XI-й и введён в состав Потомакской армии. Во время Мэрилендской кампании корпус остался стоять в Вирджинии, в окрестностях Сентервилла, охраняя подступы к Вашингтону. В декабре он со всей армией переместился под Фредериксберг, однако во время сражения при Фредериксберге в бой введен не был. После сражения его отвели в лагеря около Стаффорда. В период командования Бернсайда XI корпус не был сведен в «гранд-дивизию», а остался самостоятельным подразделением.

### Чанселорсвилл и Геттисберг
Когда в феврале командиром Потомакской армии стал Джозеф Хукер, то Франц Зигель оказался вторым по старшинству офицером после него. По этой причине Зигель потребовал усилить его корпус, который пока оставался самым малочисленным в армии. Этот запрос отклонили и Зигель в ответ подал в отставку. На его место 1 апреля назначили генерал-майора Оливера Ховарда, который давно мечтал о должности корпусного командира. Эта перемена не понравилась немцам, которые признавали только Зигеля и крайне неохотно подчинялись Ховарду.
В то время генерал Шенк покинул полк и его место занял Натаниель Мак-Лин, но Ховард вернул Мак-Лина к бригадному командованию, а командиром дивизии назначил Чарльза Дивенса. Ещё до этого, в марте, из этой дивизии ушёл генерал Стахел и его бригаду возглавил Леопольд фон Гильза.
Весной 1863 года для корпусов Потомакской армии были разработаны корпусные и дивизионные знаки различия и XI корпус получил символику на основе полумесяца.
| Дивизионные знаки различия XI-го корпуса |
| ---------------------------------------- |
| - 1 дивизия - 2 дивизия - 3 дивизия      |

К началу сражения при Чанселорсвилле корпус насчитывал 12 169 боеспособных солдат и офицеров и состоял из трех дивизий: Чарльза Дивенса, Фон Штейнвера и Шурца. Корпус состоял из 27-ми полков, из которых 13 были немецкими. Под Чанселорсвиллом корпус стоял на крайнем правом фланге армии. Разведка южан обнаружила их ничем не прикрытый фланг и генерал Томас Джексон силами Второго корпуса (28 000 человек) вышел им во фланг и вечером 2-го мая нанес удар по XI корпусу, под который первой попала дивизия Дивенса. Она была почти полностью разбита. Следующая за ней дивизия Шурца успела организовать сопротивление, но в итоге отступила и она. В целом под Чанселорсвиллом корпус потерял 217 человек убитыми, 1218 ранеными и 972 пленными, всего 2 407. Был ранен и выбыл из строя генерал Дивенс, поэтому на его место Ховард назначил Френсиса Берлоу. Берлоу начал с того, что отдал под арест полковника Леопольда фон Джилса, за что в корпусе его сразу невзлюбили.
Чанселорсвиллский разгром сказался на репутации корпуса, в армии его теперь называли «трусами Ховарда» (Howard’s cowards) или «Летучим Голландцем» (The flying Dutchmen, переводится так же как «бегущий голландец»).
После Чанселорсвилла генерал Ховард произвел некоторые перестановки в командовании: на место раненого Дивенса он назначил Френсиса Бэрлоу. Мак-Лина отправили в отставку и на его место назначили Адальберта Эймса.
В начале Геттисбергской кампании III, I и XI корпуса подчинялись генералу Рейнольдсу. Одиннадцатый корпус насчитывал 10 576 человек и имел следующий состав:
- 1-я дивизия Френсиса Бэрлоу
  - Бригада Леопольда фон Гильзы
  - Бригада Эдельберта Эймса
- 2-я дивизия Адольфа фон Штайнвера
  - Бригада Чарльза Костера
  - Бригада Орландо Смита
- 3-я дивизия Карла Шурца
  - Бригада Александра Шиммельфенига
  - Бригада Владимира Кржижановски

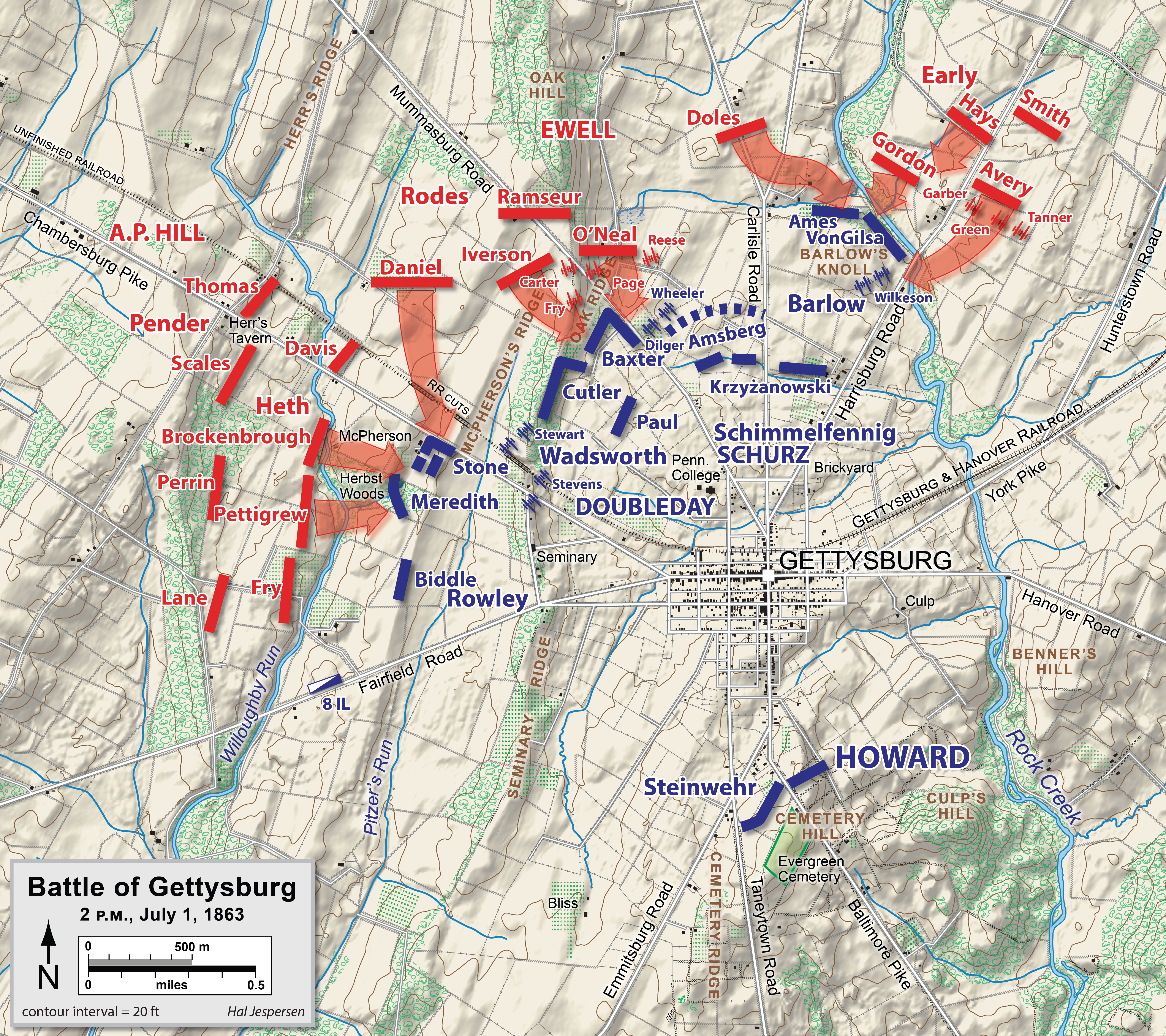
Геттисберг, 14:00—16:00, позиции 11-го корпуса

30 июня 1863 года корпус стоял лагерем в Эммитсберге, к югу от Геттисберга. На пути к Геттисбергу Ховард разделил дивизии, отправив Первую Дивизию по дороге вслед за I-м корпусом. Корпус подошёл к Геттисбергу вторым, когда I-й корпус уже был втянут в сражение. После гибели Рейнольдса Ховард оказался самым старшим офицером и фактически главнокомандующим на поле боя, поэтому он передал управление корпусом Шурцу. Ховард послал 1-ю дивизию Бэрлоу и 3-ю дивизию (дивизию Шурца, которой теперь командовал Шиммельфениг) — в целом 5 386 чел. — занять позиции правее I-го корпуса, а 2-ю дивизию Штейнвера оставил в резерве на Кладбищенском Холме.
Бэрлоу занял высоту, известную впоследствии как «Берлоус-Кнолл», где попал под атаку бригад Гордона, Эвери и «луизианских тигром» Гарри Хайса. Бригады Берлоу были разбиты и сам он попал в плен. Вслед за ней начала отступать дивизия Шиммельфенига. Так началось бегство XI корпуса, которое повлекло за собой и отступление I корпуса. Наблюдающий все это генерал Ховард выдвинул вперед батарею и бригаду Чарльзя Костера. Попав под удар Хайса и Эвери, Костер сумел прикрыть отступающие войска, но дорогой ценой — из его 800 человек 313 попало в плен, так же как и два из четырёх орудий батареи. Корпус потерял 3 200 человек, из них 1400 пленными. Потерян был и дивизионный командир Шиммельфениг — он остался в Геттисберге и прятался в частном доме.
Ховард велел дивизиям отступать на Кладбищенский холм.
К вечеру прибыл Уинфилд Хэнкок и принял командование армией (до прибытия Мида в полночь), поэтому Ховард вернулся к командованию корпусом, а Шурц — к командованию дивизией. Командиром 1-й дивизии стал Эдельберт Эймс, сдавший свою бригаду полковнику Харрису. Теперь корпус оборонял Кладбищенский холм, дивизия Эймса — восточную сторону, дивизия Штейнвера — западную.
Вечером 2-го июля позиции дивизии Эймса (1150 человек) были атакованы «луизианскими тиграми» и бригадой Исаака Эвери. Южане прорвали оборону Эймса и вышли на вершину холма, так что пришлось перебрасывать на помощь полки Кржижановски и бригаду Кэролла из 2-го корпуса. Этими силами удалось отбросить атакующих.
3-го июля на участке корпуса боевых действий не происходило. В целом под Геттисбергом корпус потерял 368 человек убитыми, 1922 ранеными и 1511 попавшими в плен, всего 3801 человек. Корпус оказался на третьем месте по потерям после 1-го и 2-го корпусов.

### Теннесси
После завершения Геттисбергской кампании корпус был направлен в Вирджинию. 7 августа дивизия Шиммельфенига была выведена из состава корпуса и направлена в Чарльстонскую гавань. 24 сентября дивизии Штейнвера и Шурца были направлены в Теннесси, вместе с XII корпусом, под общим командованием Джозефа Хукера. Там они были включены в Камберлендскую армию и участвовали в сражениях под Чаттанугой. Дивизии Башбека и Кржижановски участвовали в штурме Мессионерского хребта 25 ноября 1863 года.
В апреле 1864 года дивизии Штейнвера и Шурца были слиты с дивизиями XII коорпус в новый XX корпус Теннессийской армии. Генерал Ховард был переведен в должность командира VI корпуса. На этом история XI-го корпуса закончилась.

## Командиры
| Франц Зигель        | 12 сентября 1862 – 10 января 1863 |
| Джулиус Стахел      | 10 января 1863 – 19 января 1863   |
| Карл Шурц           | 19 января 1863 – 5 февраля 1863   |
| Франц Зигель        | 5 февраля 1863 – 22 февраля 1863  |
| Адольф фон Штайнвер | 22 февраля 1863 – 5 марта 1863    |
| Карл Шурц           | 5 марта 1863 – 2 апреля 1863      |
| Оливер Ховард       | 2 апреля 1863 – 1 июля 1863       |
| Карл Шурц           | 1 июля 1863 – 1 июля 1863         |
| Оливер Ховард       | 1 июля 1863 – 25 сентября 1863    |
| * Оливер Ховард     | 25 сентября 1863 – 21 января 1864 |
| * Карл Шурц         | 21 января 1864 – 25 февраля 1864  |
| * Оливер Ховард     | 25 февраля 1864 – 10 апреля 1864  |

- Корпус входит в Камберлендскую армию